# Тайните на Сълфър Спрингс
„Тайните на Сълфър Спрингс“ (на английски: Secrets of Sulphur Springs) е американски драматичен мистъри трилър сериал за пътуване във времето по идея на Трейси Томсън, който се излъчва премиерно по Disney Channel на 15 януари 2021 г. Сериалът е подновен за трети сезон на 24 февруари 2023 г., който се излъчва премиерно на 24 март 2023 г.

## В България
В България сериалът започва излъчване по локалната версия на Дисни Ченъл с нахсинхронен дублаж на български език.